# Tom Scheffler
Thomas Mark „Tom“ Scheffler (* 27. Oktober 1954 in St. Joseph (Michigan)) ist ein ehemaliger US-amerikanischer Basketballspieler.

## Laufbahn
Scheffler stand von 1973 bis 1977 in der Mannschaft der Purdue University. Der 2,07 Meter große Innenspieler bestritt 110 Spiele für Purdue, in denen er im Schnitt 6,7 Punkte und 4,8 Rebounds erzielte. Die NBA-Mannschaft Indiana Pacers sicherte sich 1977 im Draftverfahren der Liga die Rechte an Scheffler, der in der sechsten Auswahlrunde an insgesamt 117. Stelle aufgerufen wurde.
Als Berufsbasketballspieler stand Scheffler erst bei Scavolini Pesaro (1977 bis 1979) und Liberti Treviso in Italien unter Vertrag, 1982/83 spielte er im Schweizerischen Lugano. Er ging nach Frankreich, spielte dort 1983/84 bei Le Mans.
Nach dem Jahr in Frankreich gelang Scheffler der Sprung in die NBA. Von den Portland Trail Blazers wurde der Center während des Spieljahres 1984/85 in 39 Partien eingesetzt, er brachte es auf Mittelwerte von 1,3 Punkten sowie 1,9 Rebounds je Spiel. Danach kehrte Scheffler in die Schweiz zurück, spielte in der Saison 1985/86 erneut in Lugano.
Nach einem Zwischenhalt bei Aris Saloniki in Griechenland unterschrieb der US-Amerikaner 1986 beim französischen Meister Élan béarnais Orthez. Dort spielte er unter seinem Landsmann George Fisher als Trainer und trug zur Wiederholung des französischen Meistertitels des Vorjahres bei. Scheffler war in der Hauptrunde der Meistersaison 1986/87 mit 15,1 Punkten je Begegnung hinter Howard Carter zweitbester Korbschütze Orthez’. Seine 9,6 Rebounds pro Spiel waren Mannschaftshöchstwert. Im Europapokal der Landesmeister verpasste er mit Orthez als Drittplatzierter der Halbfinalrunde im Frühjahr 1987 knapp den Einzug ins Endspiel. In seinem zweiten Jahr in Orthez schied er mit seiner Mannschaft in der französischen Liga im Halbfinale aus.
In der Saison 1987/88 stand Scheffler kurzzeitig bei Snaidero Caserta in Italien unter Vertrag, dann beim spanischen Erstligisten Gran Canaria. Für die Spanier lief er bis 1990 auf. Seine dortigen Mittelwerte: 1988/89 kam Scheffler auf 16,3 Punkte und 10,6 Rebounds, 1989/90 auf 14,1 Punkte und 9,1 Rebounds. 1990/91 bestritt Scheffler noch einmal eine Ligapartie für Pau-Orthez.
Scheffler ließ sich nach dem Ende seiner Spielerzeit in Lugano nieder und wurde als Inhaber sowie Leiter einer Sprachschule tätig.
Sein jüngerer Bruder Steve Scheffler war ebenfalls Berufsbasketballspieler.